# Грейс, Наталья
Наталья Грейс (предположительно род. 2003) — американка украинского происхождения, страдающая карликовостью. В 2010 году девочку, оставленную матерью при рождении, удочерила американская семья Барнетт. Вскоре у приёмных родителей возникли сложности с Натальей. Они обнаружили у неё признаки раннего полового созревания и асоциальное поведение. Заподозрив, что Наталья на самом деле не маленький ребёнок, а взрослая женщина, Барнетты фактически отказались от дочери, юридически объявив её совершеннолетней.
Эта история вызвала огромный резонанс в СМИ. Выяснилось, что объективная оценка возраста Натальи затруднена из-за её диагноза. Это породило множество споров и теорий, общественность разделилась на тех, кто верил семье Бернетт, и на тех, кто поддерживал Наталью, видя в ней брошенного ребёнка.
По мотивам истории Натальи был снят документальный сериал «Загадочная история Натальи Грейс», а также художественный телесериал «Хорошая американская семья».

## Рождение. Раннее детство
Согласно свидетельству о рождении, Наталья родилась 4 сентября 2003 года в Николаеве, Украина. У младенца диагностировали спондилоэпифизарную дисплазию — редкое генетическое заболевание, которое влияет на рост костей и вызывает карликовость. Биологическая мама девочки, Анна Владимировна Гава (р. 1979), отказалась от дочери из-за её диагноза. «Мне рекомендовали оставить её [в роддоме] и не разрушать собственную жизнь, меня убедили в том, что ребёнок никогда не будет двигаться и проведёт жизнь, прикованный к кровати или инвалидному креслу», — рассказала женщина в интервью Daily Mail в 2019 году. Другие дети Анны, две дочери и два сына, родились здоровыми и жили в семье.
Наталья провела первые годы своей жизни в детском доме, не имея контактов с биологическими родственниками.

## Удочерение. Семья Барнетт
В 2010 году Наталью удочерили супруги Майкл и Кристин Барнетт из штата Индиана, США. У супругов было трое родных детей, один из которых — Джейк — страдал аутизмом, но при этом демонстрировал выдающиеся способности к обучению. Кристин написала о своём сыне книгу «Искра Божья, или как воспитать гения». Опыт воспитания сына-аутиста побудил Барнеттов заниматься благотворительностью и помощью детям с особыми потребностями.
Усыновление происходило через специальную фирму. Такой способ усыновления не предусматривает предварительное выстраивание отношений между ребёнком и будущими приёмными родителями. Фактически, Барнетты знали о Наталье только то, что ей шесть лет, и что у неё карликовый рост. Оформление документов, по словам Майкла Барнетта, заняло 24 часа. «Они сказали: „У девочки дварфизм. У вас есть 24 часа на оформление бумаг, иначе она отправится прямиком к платным приёмным родителям или в семейный детский дом“. Мы удочерили Наталью, потому что хотели помочь кому-то, кто мог никогда больше не быть любимым», — рассказал в интервью Майкл Барнетт.
Барнетты были не первой американской семьёй, принявшей Наталью. До этого она была в другой семье, которая отказалась от нее. Об обстоятельствах этого усыновления и о причинах, по которым её вернули, ничего не известно. Барнеттов, по их словам, предупредили о «сложном характере» девочки, но ничего не сказали о возможных психиатрических диагнозах.

### Версия приёмных родителей
Почти сразу после удочерения Барнетты стали наблюдать странности во внешности и поведении своей приёмной дочери. У Натальи наблюдались признаки полового созревания — лобковые волосы и менструации. По словам родителей, их шокировало не только это, но и то, что Наталья пыталась скрыть это. По мнению Майкла Барнетта, неоднократно им озвученному во время разбирательств, у девочки в возрасте 6-7 лет просто не может быть месячных, следовательно, это указывает на более старший возраст Натальи. Однако менархе до 10 лет хотя и редкость, но не является чем-то уникальным, такие случаи известны в медицинской практике.
У Натальи были коренные зубы. Она не росла и выглядела старше девочки с таким же диагнозом, рождённой в 2003 году.
Также Барнеттов насторожило то, что Наталья «слишком хорошо говорит по-английски», её словарный запас соответствует более старшему возрасту. При этом она не знала украинского языка и при встрече с уроженкой Украины, не поняла обращения к ней на украинском языке.
Однако основные проблемы были связаны с поведением Натальи. По словам приёмных родителей, девочка вела себя агрессивно и опасно. Она хватала ножи, подливала бытовую химию в напитки родителей, угрожала убить их во сне.
Барнетты водили девочку к специалистам с целью установить её возраст, однако этого не удавалось сделать из-за диагноза Натальи. Обычные методы определения возраста (например, по костям), рассчитанные на здоровых детей, не применимы в этом случае. Из-за угрожающего поведения Наталью на несколько месяцев поместили в Центр психического здоровья молодёжи больницы Пейтон Мэннинг. Там она, по словам сотрудников, допускала «неуместные замечания сексуального характера» по отношению к находившимся в больнице мужчинам.
Наконец, Барнетты сумели получить официальное врачебное заключение, согласно которому Наталья была взрослой женщиной. С помощью этого документа приёмные родители в 2012 году официально изменили дату рождения Натальи — с 2003 на 1989 год. Таким образом, по бумагам Наталья стала старше сразу на 14 лет и теперь считалась совершеннолетней. После этого, по словам Барнеттов, Наталья сама заявила, что хочет жить самостоятельно. Супруги вместе со своими биологическими детьми уехали в Канаду, оставив Наталью в городе Лафайетт, Индиана, в снятой для неё небольшой квартире.

### Версия Натальи
Наталья отрицает обвинения Барнеттов. В 2019 Наталья Грейс появились в телешоу «Доктор Фил», где рассказала свою историю. Но наиболее полно её взгляд на ситуацию представлен в документальном телесериале «Загадочная история Натальи Грейс», где ей отведено много времени. Наталья считает себя жертвой Барнеттов, в первую очередь — Кристин. По словам Натальи, приёмная мать издевалась над ней, а отец не пытался вмешаться, чтобы прекратить это.
По словам Натальи, она с радостью ходила в начальную школу, заводила там друзей среди сверстников. Однако вскоре Кристин забрала девочку из школы, чтобы обучать на дому. Кристин объясняла это тем, что Наталья умышленно наезжала на других детей своими ходунками для инвалидов. Наталья это отрицает.
В какой-то момент Кристин начала подозревать, что Наталья — взрослая женщина, и стала проявлять жестокость по отношению к ней, пытаясь добиться признания. Наталья рассказала, что приёмная мать избивала её, заставляла использовать тампоны в семь лет, брызгала в лицо перцовым спреем во время выполнения уроков. В какой-то момент Наталья подчинилась требованиям приёмной матери и стала говорить окружающим, что ей действительно двадцать два года.
Майкл Барнетт после развода с Кристин начал действовать против своей жены и подтвердил в интервью факты жестокого обращения с Натальей. Но при этом он продолжает утверждать, что Наталья — взрослая женщина.

## Общественный резонанс
В 2013 году Барнетты с биологическими детьми переехали в Канаду, оставив Наталью в незнакомом для неё городе. Они сняли ей однокомнатную квартиру в неблагополучном районе. Квартира не была приспособлена для жизни человека с ограниченными возможностями. Наталье приходилось преодолевать лестницу, ведущую к квартире, а все поверхности и ящики были слишком высоки для нее. Наталья не могла полноценно готовить себе пищу и питалась фастфудом, полуфабрикатами и бутербродами с арахисовым маслом. Денег ей не хватало, поэтому она регулярно просила их у соседей.
Барнетты оплатили квартиру и счета на несколько месяцев вперёд, но в 2014 году перестали платить. Наталья могла оказаться на улице, но её судьбой заинтересовались её соседи, семья Мансов. Синтия (Cynthia Mans) и Энтуон (Antwon Mans) поверили, что Наталья — ребёнок, которого бросили приёмные родители, и прониклись её историей. Они не только приютили девочку, но и решили помочь ей бороться за свои права. Супруги Манс стали привлекать внимание СМИ к этой истории, а также помогли Наталье подать в суд на бывших приёмных родителей.
Несколько лет длилось полицейское расследование и параллельно разворачивалась драма в СМИ и социальных сетях. Общественность разделилась на тех, кто верил Барнеттам, и на тех, кто верил Наталье. О ней были сняты многочисленные репортажи, видео из категории тру-крайм, написаны статьи. Многие отмечали сходство этой истории с сюжетом фильма «Дитя тьмы» 2009 года. В 2014 году Майкл и Кристин развелись. Между ними произошёл раскол и Майкл начал публично выступать против Кристин, подтверждая выдвинутые против неё обвинения в жестоком обращении с Натальей.
Журналисты Daily Mail нашли биологическую мать девочки, Анну Гаву, и взяли у неё интервью. Женщина ничего не знала о судьбе своей дочери после её отъезда в США. Анна сказала, что готова принять дочь в свою семью, если та захочет вернуться. Наталья отвергла это приглашение, так как не знала свою мать и уже привыкла жить в США.
В 2019 году Барнеттам было предъявлено обвинение в пренебрежении иждивенцем. Обвинить их в оставлении ребёнка было невозможно, так как юридически Наталья считалась взрослой. Однако ей, вне зависимости от возраста, требовался постоянный уход, которого она не получала, когда родители бросили её одну в квартире в Лафайетте. Кристин и Майкл сдались полиции и вышли под залог до суда. В марте 2023 бывших супругов признали невиновными.

## Дальнейшая жизнь
В 2024 году ДНК-тест показал, что Наталье примерно двадцать два года. Вскоре дата её рождения была изменена снова на 2003 год, как в украинском свидетельстве о рождении.
В третьем сезоне «Загадочной истории Натальи Грейс» стало известно, что Наталья покинула семью Мансов из-за конфликтов и разногласий с ними. Всего она прожила в их семье около десяти лет. В 2024 году Наталья познакомилась с парнем по имени Нил, в которого влюбилась, и захотела уехать с ним. Мансы были резко против. Тогда девушка обвинила их в насильственном удержании и в том, что они отбирают её деньги, которые она зарабатывала на участии в различных телешоу.
Наталья, все еще неспособная жить самостоятельно, поселилась в семье Винса (Vince DePaul) и Николь ДеПол (Nicole DePaul), которые тоже являются карликами. Они хотели удочерить Наталью еще в 2009 году, но тогда не смогли этого сделать, о чем очень жалели впоследствии.
На 2025 год Наталья живет в семье ДеПол с новыми приёмными родителями и сводной сестрой по имени Маккензи.

## В культуре
- Документальный сериал «Загадочная история Натальи Грейс» (англ. The Curious Case Of Natalia Grace) состоит из трех сезонов. В первом основное внимание уделено жизни Натальи в семье Барнетт, во втором сезоне — в семье Мансов, и третий сезон посвящен переезду от Мансов в семью ДеПоль. В каждой серии говорят сами герои истории, приглашенные эксперты, показываются архивные фото и видео. Сериал транслировался в 2023—2024 годах сначала на телеканале Investigation Discovery, затем на стриминговом сервисе Мах.
- В 2025 году на платформе Hulu вышел восьмисерийный мини-сериал «Хорошая американская семья». Главные роли исполнили: Марк Дюпласс (Майкл Барнетт), Эллен Помпео (Кристин). Роль Натальи исполнила взрослая актриса Имоджен Фейт Райд (род. 1997), чей рост составляет 130 см.